# Adolf Gustav Schneider
Adolf Gustav Schneider (1805 Praha – 21. června 1892 Teplice) byl rakouský podnikatel a politik německé národnosti z Čech, během revolučního roku 1848 poslanec Říšského sněmu, od 70. let 19. století majitel uhelných dolů na Teplicku.

## Biografie

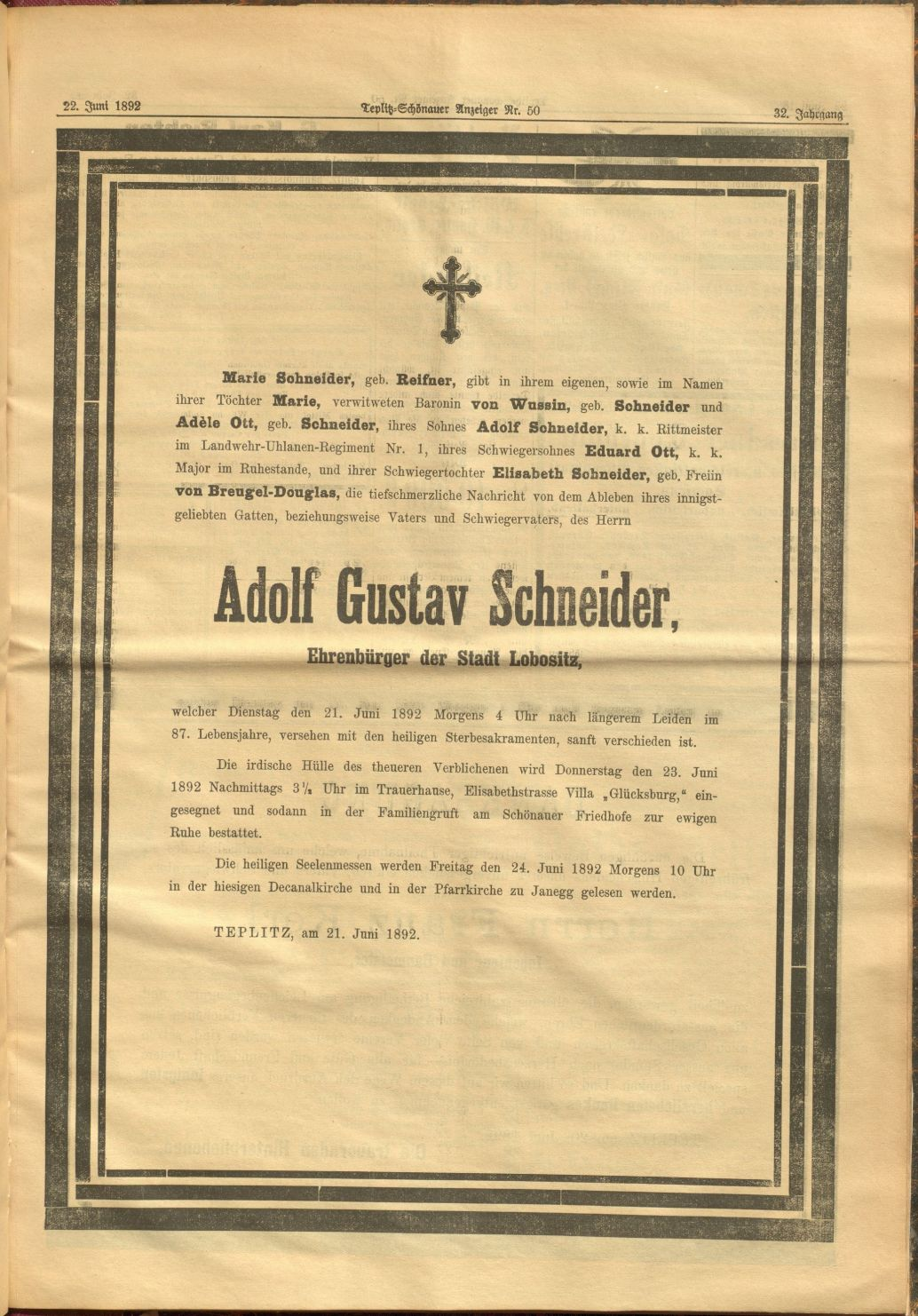
Adolf Gustav Schneider, úmrtní oznámení

Narodil se roku 1805 v Praze v rodině univerzitního profesora. V mládí sledoval vojenskou dráhu. Po sedmnáct let sloužil v armádě. Odešel z ní v hodnosti poručíka a usadil se v Lovosicích. Od prosince 1837 byl poštmistrem v Lovosicích. V roce 1843 napsal pamětní list, vložený do památníku císaře Josefa II. při jeho rekonstrukci. Roku 1849 se uvádí jako Adolf Schneider, c. k. poštmistr v Lovosicích.
Pocházel z původně etnicky nevyhraněné rodiny. Jeho otec Karel Sudimír Šnajdr (1766–1831) byl obrozeneckým básníkem, který po roce 1820 začal tvořit v češtině. Adolf Gustav Schneider ale v roce 1848 podporoval účast ve volbách do celoněmeckého Frankfurtského parlamentu. Český dramatik František Turinský tehdy Schneiderovi adresoval výzvu „I ty? – Co by řekl tvůj šlechetný otec, kdyby tě viděl zde s takovými úmysly.“ Německý tisk v roce 1880 uvádí, že Schneider pocházel z českého okolí (mimochodem v textu výše uvedeného pamětního listu v památníku Josefa II. použil pro jméno města českou variantu Lowosice).
Během revolučního roku 1848 se zapojil do veřejného dění. Ve volbách roku 1848 byl zvolen na ústavodárný Říšský sněm. Zastupoval volební obvod Lovosice. Tehdy se uváděl coby poštmistr. Na madát rezignoval v říjnu 1848. Místo něj pak v listopadu 1848 na Říšský sněm nastoupil Ferdinand Stamm. Během svého parlamentního působení se jeho přáteli stali Hans Kudlich nebo Franciszek Jan Smolka.
V politickém dění se angažoval i po rozpuštění parlamentu. Zastával funkci starosty Lovosic, a to v letech 1850–1851. Byl prvním starostou po zavedení moderní obecní samosprávy.
Později vystupovaly do popředí i jeho aktivity podnikatelské. Byl spolumajitelem panství Milešov a v 50. a 60. letech hospodařil i na statku Vrbičany u Lovosic. V roce 1870 získal uhelný důl Ullersdorf (Oldřichov) a Katzendorf (Kocourkov). V nekrologu z roku 1892 je Schneider popisován jako nestor majitelů dolů v Čechách.
Stal se čestným občanem města Lovosic. Zemřel v Teplicích v červnu 1892 po dlouhé nemoci ve věku 87 let.